# Ламбе Алабаковски
Ламбе Алабаковски е поп певец от Северна Македония.

## Биография
Роден е на 15 ноември 1987 година в Любойно, тогава във Федерална Югославия.
В интересите си към музиката Алабаковски е подкрепян от ранна детска възраст от своя баща, а самия той харесва по RnB и класическа музика. Учи в „Евро колеж“ в Куманово. Става популярен след като побеждава в телевизионното състезание „Търсене на звезди“ – 2004. На финала побеждава с изпълнението на песента „Спаси ме“, композирана от Дарко Димитров. Победата в това състезание му носи договор с комапнаията „M2 Production“, която открива за широката публиката Елена Ристеска и Александра Пилева чрез по-ранните издания на същото състезание. Популярността на певеца нараства бързо, а песните му са сред любимите и бързо заемат челни позиции в музикалните чартове. През 2005 г., Алабакоски записва следващия си сингъл „Къде песно моя“, стара песен на Славе Димитров, която не само, че незабавно става радио хит, но става и най-продавана песен от Северна Македония в интернет.
През 2005 г., Ламбе Алабаковски взема участие във фестивала златен елен в Брашов, Румъния. Там участва с песента си „Къде песно моя“ и румънската песен „Dragostea Mea“. През октомври същата година взема участие в годишния фестивал „Макфест“ – 2005 (Скопие), където представя поредната си песен – „Ех да можам“.
Алабакоски взема участие в Скопие фест 2007, където се определя песента представяща Северна Македония на Евровизия. Представя се с песента „Бело е се“, по текст на Елена Ристеска и музика на Роберт Билбилов. Песента получава 101 точки, което и отрежда трета място.
През юни 2022 година е задържан от местната полиция за подпалването на Българския културен център „Иван Михайлов“ в Битоля. По време на разпита признава извършването на палежа.

## Албуми
- „Море от солзи“
- „Врати ми го срцето“
- „Да не те љубев“ (2009)

## Песни
- „Спаси ме“ – 2004
- „Каде песен моя“ – 2005
- „Ех, да можам“ – 2005
- „Кажано е се“ – 2005
- „Море од солзи“ – 2006
- „И после се“ – 2006
- „Бело е се“ – 2007
- „Врати ми го срцето“ (заедно с Дарко Димитров) – 2007
- „Земя моя“
- „Всичко е същото“
- „Да не те љубев“
- „Най-доброто досега“
- „Бъди наш приятел“
- „Когато грее слънце, плача“

## Награди
- 2006 година - Хит на годината за песента „Море от солзи“ (чрез гласуване сред слушателите на радио Фортуна)